# 2020年马来西亚联邦政府财政预算案
《2020年马来西亚联邦政府财政预算案》是马来西亚财政部时任部长林冠英于2019年10月11日提呈到马来西亚国会下议院的2020年度马来西亚联邦政府财政预算案。本次财政预算案的总预算为2970亿2000万令吉，其中包括2410亿2000万令吉营运开销预算和560亿令吉发展开销预算，预计财政赤字为3.2%。该预算案是首相马哈迪·莫哈末领导的希盟政府上任后第二份预算案。
本次财政预算案的主题为「驱动发展，公平成果，共享繁荣」。

## 立法时间线
| 日期           | 机构       | 事件 |
| -------------- | ---------- | --- |
| 2019年10月9日  | 国会下议院 | 国会下议院一读《2020年供应法案》。 |
| 2019年10月11日 | 国会下议院 | 下午2时50分，时任财政部长林冠英从布城财政部总部启程前往国会大厦。 下午4时，林冠英在国会下议院提呈《2020年供应法案》并在同日顺利通过二读。 |
| 2019年11月28日 | 国会下议院 | 国会下议院三读通过《2020年供应法案》，预算案将会移交至国会上议院。                                                                        |
| 2019年12月9日  | 国会上议院 | 国会上议院一读《2020年供应法案》。 |
| 2019年12月17日 | 国会上议院 | 国会上议院二读和三读通过《2020年供应法案》，预算案将会移交至最高元首寻求御准。                                                            |
| 2019年12月30日 | 最高元首   | 最高元首苏丹阿都拉御准《2020年供应法案》，法案将会在宪报颁布成为法令。                                                                    |
| 2019年12月31日 | 宪报       | 《2020年供应法令》在联邦宪报颁布并生效。                                                                                                  |

## 从统一基金拨出的预算

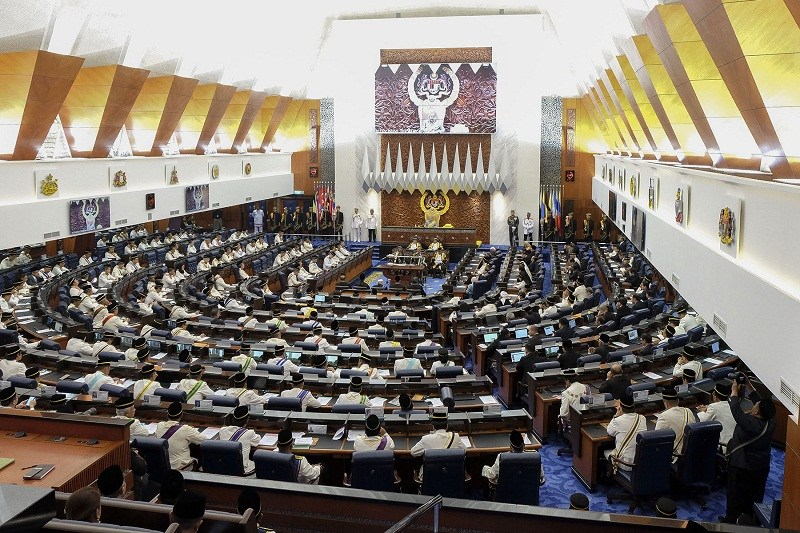
马来西亚国会下议院议会厅

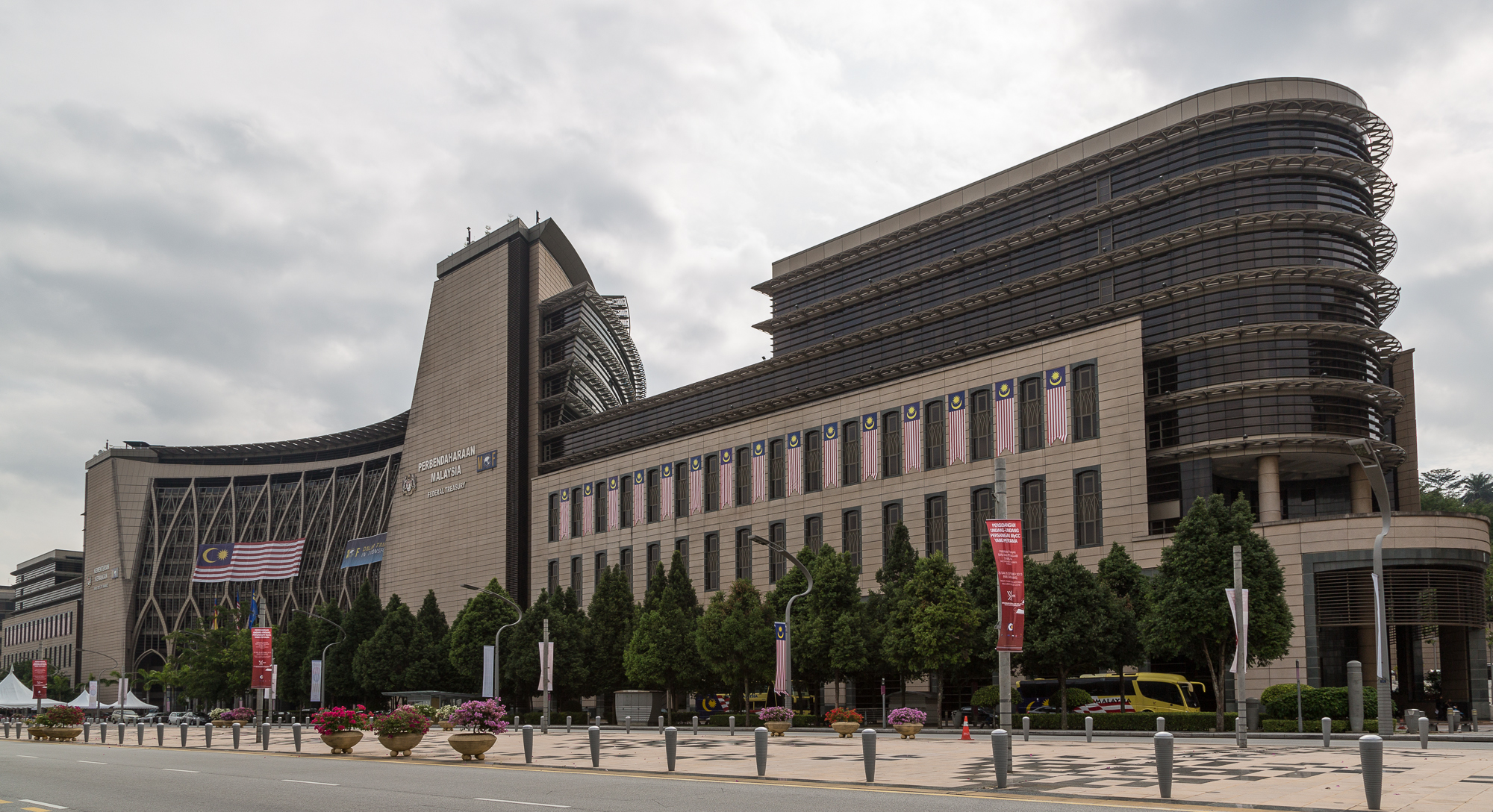
马来西亚财政部位于布城的总部

| 编号                   | 政府机构                           | 预算               |
| ---------------------- | ---------------------------------- | ------------------ |
| B.1                    | 国会                               | RM 145,190,900     |
| B.2                    | 掌玺大臣办公室                     | RM 2,500,000       |
| B.3                    | 国家审计署                         | RM 156,233,800     |
| B.4                    | 选举委员会                         | RM 71,302,900      |
| B.5                    | 公共服务委员会                     | RM 39,575,800      |
| B.6                    | 首相署                             | RM 4,048,073,200   |
| B.7                    | 公共服务局                         | RM 1,623,931,100   |
| B.8                    | 总检察长办公室                     | RM 176,935,000     |
| B.9                    | 反贪委员会                         | RM 299,053,300     |
| B.10                   | 财政部                             | RM 5,320,637,000   |
| B.11                   | 财政部服务                         | RM 21,027,387,800  |
| B.12                   | 存入法定基金                       | RM 1,782,200,300   |
| B.13                   | 外交部                             | RM 724,338,100     |
| B.15                   | 经济事务部                         | RM 513,313,900     |
| B.20                   | 原产业部                           | RM 259,528,700     |
| B.21                   | 农业及食品工业部                   | RM 3,533,985,900   |
| B.22                   | 乡村发展部                         | RM 3,191,709,400   |
| B.23                   | 能源及天然资源部                   | RM 1,276,283,000   |
| B.24                   | 国际贸易及工业部                   | RM 877,835,800     |
| B.25                   | 国内贸易与消费人事务部             | RM 1,019,962,600   |
| B.26                   | 企业发展部                         | RM 214,310,900     |
| B.27                   | 工程部                             | RM 1,792,114,200   |
| B.28                   | 交通部                             | RM 1,758,308,000   |
| B.30                   | 能源、科学、科技、气候变化及环境部 | RM 746,493,000     |
| B.31                   | 旅游、艺术与文化部                 | RM 921,990,700     |
| B.32                   | 联邦直辖区部                       | RM 364,978,000     |
| B.40                   | 教育服务委员会                     | RM 17,437,800      |
| B.42                   | 卫生部                             | RM 27,941,530,900  |
| B.43                   | 房屋及地方政府部                   | RM 2,785,425,100   |
| B.45                   | 青年及体育部                       | RM 670,903,300     |
| B.46                   | 人力资源部                         | RM 834,730,900     |
| B.47                   | 通讯及多媒体部                     | RM 1,137,926,400   |
| B.48                   | 妇女、家庭及社会发展部             | RM 2,259,671,400   |
| B.60                   | 国防部                             | RM 12,496,237,400  |
| B.62                   | 内政部                             | RM 13,839,366,600  |
| B.63                   | 教育部                             | RM 59,264,811,500  |
| 从统一基金拨出的预算： | 从统一基金拨出的预算：             | RM 173,136,214,600 |

## 预算案内容摘要
预算案内容摘要如下：

### 个人

#### 个人津贴
- 年收入10万令吉以下的18岁以上公民将获得财政部给予的一次性30令吉电子钱包红包以推动电子钱包的使用量。
- 南北大道公司旗下所属的高速公路过路费调降18%。
- 非B40低收入群体的车主或摩托车主可享每公升30仙的RON95汽油补贴。
- 公积金局允许助孕治疗夫妇提领1万令吉。
- 月收入低于2000令吉的18岁以上身心障碍人士将获得300令吉援助金，并将自动登记成为MySalam受益者。
- 延长青年住房计划至2021年12月31日以协助年轻人购买首间房屋。

#### 个人税务
- 孩子送往托儿所和幼儿园人士可获所得税口税至2000令吉。
- 年收入超过200万令吉的人士将被征30%所得税。
- 6000令吉以上的严重疾病医疗费税务减免，其中包括助孕治疗费用。
- 联邦政府不会重启消费税制度。

### 企业与公司

#### 企业家与雇主
- 中小型企业的公司税从18%降低至17%。
- 雇主协助雇员偿还高等教育基金贷款可获扣税优惠至2021年。
- 失业超过12个月的大专毕业生一旦获聘，雇主可获每月300令吉补贴。
- 聘用公民取代外劳的雇主可获每月250令吉补贴。
- 聘用重返职场的女性的雇主可获每月300令吉的补贴。
- 为华社微型企业融资计划提供1亿令吉贷款。
- 万字特别开彩次数从一年11次减少至8次。
- 中小型企业银行推出两项新基金，即2亿令吉给女企业家以及3亿令吉支持中小型企业（SME）。
- 发放4亿4500万令吉支持土著企业家作为企业发展、场地与培训资金。
- 为摇篮基金提供2000万令吉拨款以培训和奖励具高影响力的技术企业家。

#### 雇员
- 失业超过12个月的大专毕业生一旦获聘可获每月500令吉补贴。
- 取代外劳的公民每月可获350至500令吉额外薪资。
- 从2021年起，产假从原有的60天延长至90天。
- 2020年起，国内主要城市的最低薪资提升至每月1200令吉。
- 重返职场的女性每月可获500令吉额外薪金。

### 公务服务领域

#### 公务员津贴
- 公务员每月可获额外50令吉生活津贴。
- 服务超过15年的公务员可将75天假期换成现金。
- 免费为公务员房屋贷款局的新贷款者提供10万令吉的意外保障。
- 消防员每月可获200令吉的消防特别服务补贴。
- 志愿警卫团的每小时津贴将调高至2令吉。
- 退伍军人每人可获500令吉。

#### 警察
- 成立警察投诉及行为不检委员会（IPCMC）。

### 教育
- 国民型华文中学、华文独立中学、国小各获2000万令吉、1500万令吉和3亿令吉校园维修及提升拨款。
- 华小、淡小和寄宿学校等各获5000万令吉拨款。
- 增加3000万令吉拨款开办更多托儿所。

### 医疗与卫生
- 马来西亚保健旅游理事会（MHTC）可获2500万令吉拨款。
- 拨款16亿令吉兴建新医院，并提升和扩展现有的公立医院，其中包括巴生中央医院、金宝医院、纳闽医院和伊丽莎白二世医院心脏科中心。
- 拨款6000万令吉为所有公民孩童注射肺炎链球菌疫苗。
- 拨款500万令吉提供移动诊所服务以为乡区及原住民提供医疗服务。
- 国家健康保险计划从现有涵盖的36种重疾扩大至45种重疾，受惠者年龄提高至65岁。

### 交通
- 继续落实新柔捷运计划。
- 拨款8500万令吉解决和舒缓新柔长堤和马新第二通道的拥堵情况。
- 交通运输领域将在2020年底使用生物柴油（B20）。
- 计划投资4亿5000万令吉购买500辆电力巴士。
- 拨款1亿4600万令吉给巴士服务公司。

### 基础建设
- 拨款8500万令吉建设与改善新村的基本设施。
- 拨款1500万令吉提供室外照明、安全的自行车停车位、防爬网和安全宣导计划。
- 1亿令吉维修和翻新中低价楼房。
- 为马来西亚共同投资基金（MyCIF）提供5000万令吉额外拨款。
- 拨款11亿令吉支持5个经济走廊发展。
- 通过在黑木山的100英亩经济特区发展物流枢纽，加强马泰贸易联系。
- 拨款11亿令吉给予浮罗交怡国际海空展走廊的活动。

### 通讯与数码服务
- 发放5000万令吉的5G生态系统发展奖励，以迎合全球5G趋势。
- 拨款2500万令吉鼓励推动更多数码应用试点项目、有利光纤和5G网络基础架设。
- 拨款2亿5000万令吉通过卫星科技落实和改善宽频服务。
- 拨款2亿1000万令吉提升学校等公共场所及高密度地区的数码基础建设。
- 数码经济机构或1000万令吉培训微数码企业家的技术专家。
- 14个一站式数码提升中心在各州建设，提供商业资金及发展便利。
- 提供软件、音乐、视频和广告等数码服务的海外业者在今年10月1日起必须向关税局注册。

### 旅游与文化
- 推介「2020大马健康旅游年」项目。
- 拨款11亿令吉推动2020大马旅游年。
- 联邦政府继续保留与州政府共享50%旅游税。
- 获批准的艺术文化活动、国际体育与休闲竞技活动以及会展主办方可豁免所得税。
- 新国际主题公园投资的法定收入100%豁免所得税，或享有100%投资税务奖励。
- 计划在升旗山安装新悬吊式缆车，预计耗资1亿令吉。
- 购买本地组装的合格新旅游用途交通工具可豁免50%关税。
- 增加赞助我国艺术文化及估计活动70万至100万令吉的公司扣税额。

### 农业与渔业
- 拨款1亿5000万令吉推动作物整合。
- 拨款5亿5000万令吉棕油翻种贷款。
- 提供棕油小园主无需抵押的2%低息贷款。
- 拨款2亿令吉作为橡胶小园主的雨季援助金。
- 渔民的生活津贴从每月200令吉提升至250令吉。

### 青年与体育
- 认同电竞运动的庞大潜能，并增加拨款至2000万令吉发展电竞运动。
- 拨款2亿9900令吉提升全国社区体育馆和青年体育馆。
- 拨款4500萬令吉提升国内足球运动的发展。
- 拨款1000万令吉促进女性参与体育运动项目。
- 拨款1亿7900万令吉为2020年东京奥运会和2021年河内东运会做好备赛准备。

### 沙巴州和砂拉越州特别拨款
- 沙巴州特别拨款增加一倍至5340万令吉。
- 砂拉越州特别拨款增加一倍至3200万令吉。

## 反对党替代预算案
2018年，国阵在联邦政府提呈《2019年马来西亚联邦政府财政预算案》时曾按过去反对党的惯例，公布反对党的替代预算案。然而，由反对党成立的马来西亚影子内阁宣布反对党将不会为2020年度的联邦政府财政预算案推出替代预算案。

## 重新分配统一基金拨款
2020年7月24日，国盟财政部长东姑赛夫鲁根据2020年财政预算案的统一基金再重新分配拨款，涉及的款项达到71亿8408万3200令吉，共涉及10个部门和机构。8月17日，财政预算案（重新分配拨款）经国会投票，以111票支持对106票反对二读通过，之后在声浪表决下三读通过预算案。